# Stepanivka, Teplîk
Stepanivka (în ucraineană Степанівка) este localitatea de reședință a comunei Stepanivka din raionul Teplîk, regiunea Vinnița, Ucraina.

## Demografie
Componența lingvistică a localității Stepanivka
     Ucraineană (98,58%)
     Rusă (1,32%)
Conform recensământului din 2001, majoritatea populației localității Stepanivka era vorbitoare de ucraineană (98,58%), existând în minoritate și vorbitori de rusă (1,32%).